# Sphaeropsis sumachi
Sphaeropsis sumachi är en svampart som först beskrevs av Ludwig David von Schweinitz, och fick sitt nu gällande namn av Cooke & Ellis 1876. Sphaeropsis sumachi ingår i släktet Sphaeropsis, divisionen sporsäcksvampar och riket svampar.   Inga underarter finns listade i Catalogue of Life.